# إسرائيل ستزول بعد 25 عاما

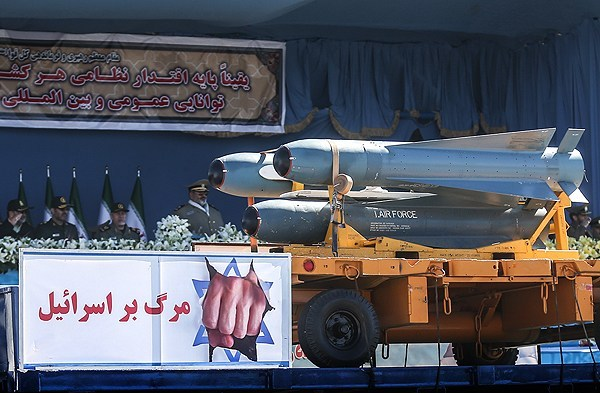
عبارة "الموت لإسرائيل" باللغة الفارسية التي عُرضت في عرض عسكري احتفالاً بيوم الجيش، 2016

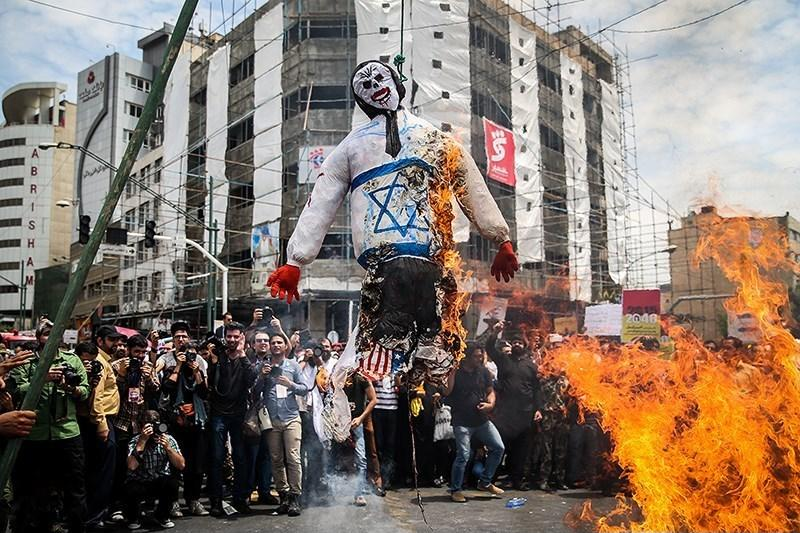
يوم القدس العالمي في طهران عام 2016

إسرائيل ستزول بعد 25 عامًا، أو إسرائيل لن تكون موجودة بعد 25 عامًا (بالفارسية: رژیم صهیونیستی ۲۵ سال آینده را نخواهد دید) هو تصريح للمرشد الأعلى للثورة الإسلامية في إيران، علي خامنئي، في خطاب له عن إسرائيل بعد إطار الاتفاق النووي الإيراني، والذي نُشر كذلك على تويتر. وبحسب الموقع الرسمي لخامنئي، تم اختيار هذه الجملة باعتبارها "الجملة الأكثر أهمية وتذكراً لخامنئي" في عام 2015. ويستخدم هذا الشعار في الدعاية وفي يوم القدس أيضًا.
وأوضح خامنئي أن تدمير إسرائيل يهدف إلى العداء مع الحكومة الإسرائيلية. وفي الوقت نفسه، تم تثبيت هذا الشعار على لوحة التقويم في مدينة طهران. وقد نسبت وكالة تسنيم للأنباء التابعة للحرس الثوري الإيراني هذا الشعار إلى الصحوة الإسلامية.
وخلال احتجاجات الإصلاح القضائي الإسرائيلي عام 2023، ادعا علي خامنئي وإبراهيم رئيسي أن سقوط إسرائيل سيحدث قبل 25 عامًا (قبل عام 2040).

## خلفية
بعد الاتفاق الذي تم التوصل إليه في عام 2015 بين إيران ومجموعة 5+1 ، أعلنت إسرائيل أنه لن يكون هناك أي قلق بشأن الحرب بين إيران وإسرائيل وأن أمن دولة إسرائيل مضمون لمدة 25 عامًا قادمة. وردًا على بيان إسرائيل، قال خامنئي في بيان: "أقول لكم أولاً إن إسرائيل لن ترى السنوات الخمس والعشرين القادمة؛ ثانيًا، خلال هذه الفترة، ستحافظ إيران على روح البطولة والجدية والجهاد ، وستشعرون بالقلق في كل لحظة." في 14 ديسمبر 2016، كرر خامنئي هذه الجملة في لقائه مع رمضان عبد الله وقال: "كما قلنا من قبل، لن يكون للنظام الصهيوني وجود أجنبي في السنوات الخمس والعشرين القادمة في ظل شرط النضال العام والموحد للفلسطينيين والمسلمين ضد الصهاينة." 

## رد فعل إسرائيل
قال رئيس الوزراء الإسرائيلي بنيامين نتنياهو : "خامنئي لا يسمح حتى لمؤيدي الاتفاق بالتحرك ليتخيلوا ذلك".  كما صرّح قائلاً: "هذا لن يحدث. إسرائيل دولة قوية وستزداد قوة".